# Белорусский язык на Украине

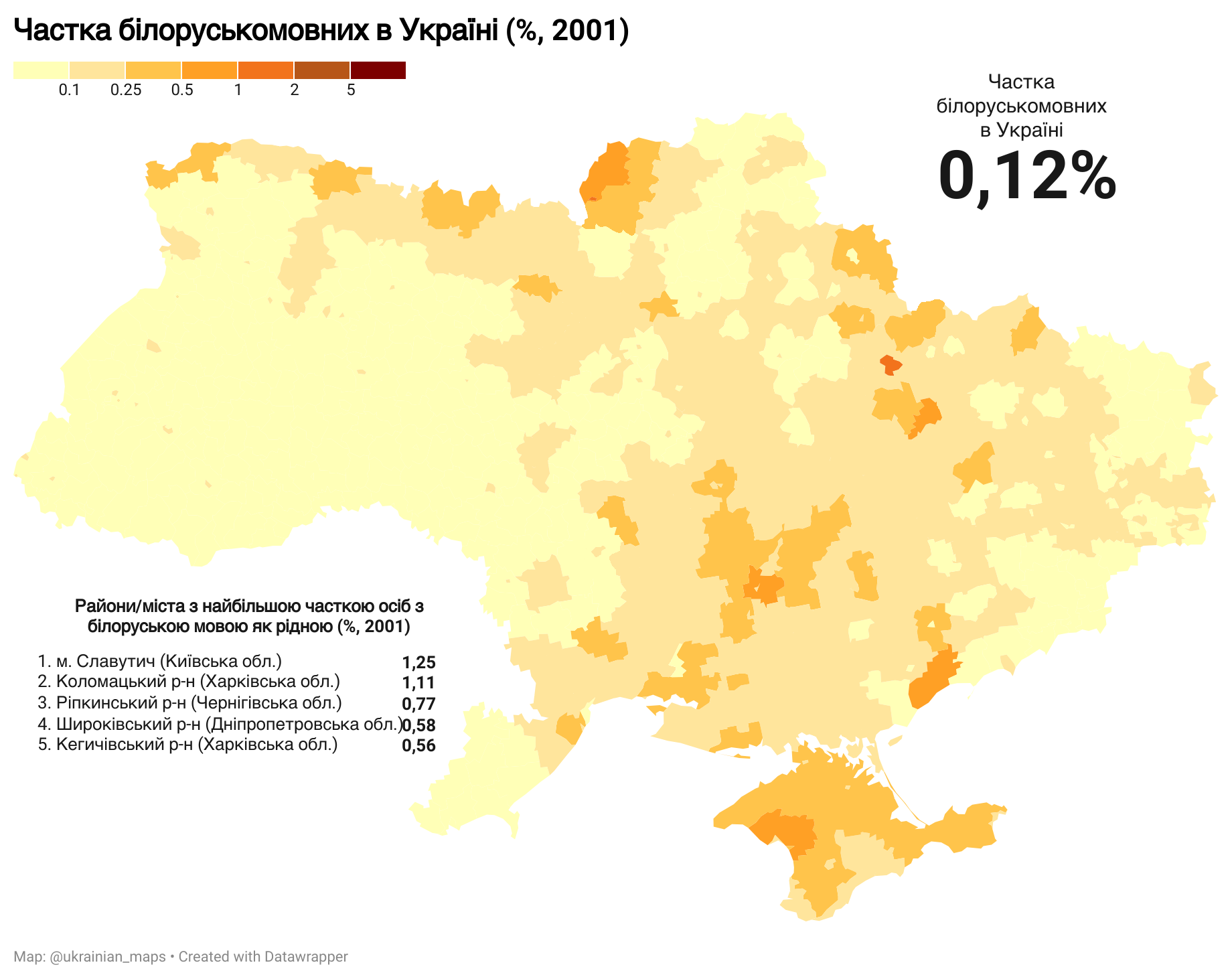
Белорусский язык в Украине по районам и горсоветам по данным переписи населения 2001 года.

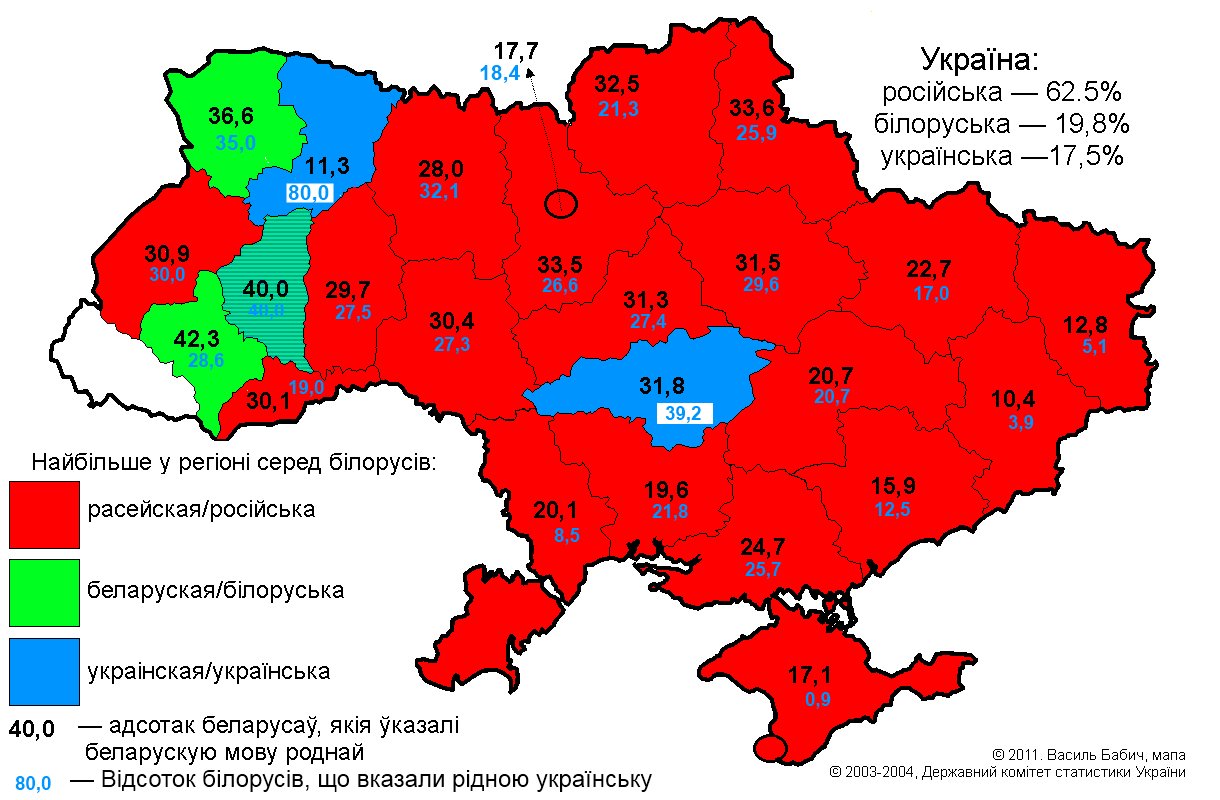
Белорусский язык среди белорусов Украины по данным переписи 2001 года.

Белорусский язык на Украине по данным переписи населения 2001 года назвали родным 56 249 человек, в том числе 19,8 % этнических белорусов. Наибольшее количество из них проживает в Днепропетровской области (6239), Крыму (5204) и Донецкой области (4842). Наивысшая доля населения с родным белорусским языком зафиксирована в Крыму (0,26 %), Черниговской (0,19 %) и Днепропетровской (0,18 %) областях.

## Распространённость
| Язык         | 1979   | 1989   | 2001   |
| ------------ | ------ | ------ | ------ |
| Русский      | 56,0 % | 55,2 % | 62,5 % |
| Белорусский  | 35,1 % | 35,5 % | 19,8 % |
| Украинский   | 8,9 %  | 9,3 %  | 17,5 % |
| другие языки | 0,02 % | 0,1 %  | 0,2 %  |

Свободное владение белорусским языком среди белорусов Украины:
- 2001 — 31,7 %
- 1989 — 48,5 %

Населённые пункты, в которых по данным переписи 2001 года белорусский язык назвали родным свыше 10 % населения (курсивом обозначены населённые пункты с населением менее 25 человек):
| Населённый пункт | Район            | Область          | % белорусскоязычных |
| Весёлая долина   | Бахмутский       | Донецкая         | 60,0                |
| Выщепановка      | Светловодский    | Кировоградская   | 40,0                |
| Красный Бор      | Шацкий           | Волынская        | 27,3                |
| Омелуша          | Емильчинский     | Житомирская      | 25,0                |
| Анновка          | Приазовский      | Запорожская      | 19,6                |
| Трудовое         | Баштанский       | Николаевская     | 19,1                |
| Сосновка         | Золочевский      | Харьковская      | 15,4                |
| Калашники        | Софиевский       | Днепропетровская | 14,3                |
| Садки            | Сумский          | Сумская          | 14,3                |
| Новый Мир        | Криворожский     | Днепропетровская | 12,6                |
| Гаркавец         | Краснокутский    | Харьковская      | 12,5                |
| Василевка        | Березнеговатский | Николаевская     | 12,5                |
| Оленовка         | Широковский      | Днепропетровская | 12,0                |
| Кисовка          | Коломакский      | Харьковская      | 12,0                |
| Соборное         | Ахтырский        | Сумская          | 11,8                |
| Дмитровка        | Коломакский      | Харьковская      | 11,1                |
| Годынь           | Ратновский       | Волынская        | 10,0                |
| Скельки          | Валковский       | Харьковская      | 10,0                |
| Коновалик        | Ахтырский        | Сумская          | 10,0                |